# Guthrie Govan
Guthrie Govan (Chelmsford, Essex, 27 de Dezembro de 1971) é um músico inglês. Foi o guitarrista eleito pelo Guitarist Magazine's "Guitarrista do Ano" e tocou na banda Asia entre 2001 e 2006, tendo tocado também com Steven Wilson, e desde 2011 é membro do supergrupo The Aristocrats.
Ele começou seu envolvimento no Asia tocando no álbum Aura. Ele entrou no Asia através da recomendação de Michael Sturgis. Sturgis tinha sido um colega de Govan na UK's Academy of Contemporary Music. Com seu trabalho no álbum completo, Govan foi acrescentado ao Asia para a turnê do novo álbum.
No ano de 2006, com a saída do tecladista Geoff Downes, o Asia teve uma reforma em seu line-up, Govan e o outros membros da banda, John Payne e Jay Schellen, formaram o GPS (Govan, Payne, Schellen). Ainda em 2006, lançou seu primeiro álbum solo, Erotic Cakes.
Em 2011, o guitarrista original do trio musical de Marco Minnemann e Bryan Beller acabou desistindo do grupo pouco tempo antes de algumas apresentações, e então Guthrie foi convidado a substitui-lo como músico contratado; porém, a sinergia foi tamanha, que foi convidado a fazer parte da banda como membro definitivo . 
Em 2016, foi escalado para participar do novo álbum do Ayreon, The Source.